# Andregoto
Andregoto van Aragón (Aibar?, ca. 900 - 972) was als echtgenote van García I van Navarra koningin van Navarra.
Ze was gravin van Aragón van 922 tot 925 en dochter van graaf Galindo II Aznárez en zijn tweede echtgenote Sancha Garcés van Navarra. Ze huwde met haar volle neef García I van Navarra en Sancho was hun zoon. García zou zich van haar laten scheiden, op grond van bloedverwantschap. Ze zou hertrouwen en nog meer kinderen krijgen, maar hierover is niets bekend gebleven.